# Majau
Majau (mahoń azjatycki) – twarde drewno pochodzące z drzew liściastych, występujących głównie w Brunei i na wyspach Borneo. Nazwa „mahoń azjatycki” wykorzystywana jest przede wszystkim w obrocie handlowym ze względu na podobieństwo do mahoniu amerykańskiego pod względem koloru, struktury i właściwości. Gęstość drewna majau mieści się w przedziale od 580 do 850 kg/m³, a zawartość wilgoci wynosi zazwyczaj 14–16%. Drewno to cechuje się dużą twardością, odpornością na działanie czynników atmosferycznych oraz stosunkowo łatwą obróbką mechaniczną i ręczną. Z uwagi na swoje właściwości oraz walory estetyczne znajduje zastosowanie w stolarce otworowej (okna, drzwi), meblarstwie, szkutnictwie oraz budownictwie, m.in. jako materiał konstrukcyjny, wykończeniowy i do produkcji pokryć podłogowych. Wadą drewna majau jest jego wysoka cena wynikająca z egzotycznego pochodzenia .